# Activision Blizzard
Activision Blizzard, Inc. — американская компания, одна из крупнейших в сфере компьютерных игр и развлечений со штаб-квартирой в Санта-Монике, Калифорния. Была основана в 2008 году в результате слияния Vivendi Games и Activision. На данный момент Activision Blizzard состоит из пяти подразделений: Activision, Blizzard Entertainment, Major League Gaming, Activision Blizzard Studios и King Digital Entertainment.
В январе 2022 года Microsoft объявила о планах приобретения компании в рамках сделки стоимостью 68,7 млрд долларов. Сделка была завершена 13 октября 2023 года, в результате чего компания стала подразделением Microsoft Gaming и заняла третье место среди крупнейших игровых компаний (после Tencent и Sony).

## История

### Объединение Activision и Blizzard (2007—2008)
В декабре 2007 Activision объявила, что компания и её активы будут объединены с разработчиком и издателем игр Vivendi Games. Vivendi Games в то время была самой известной игровой холдинговой компанией, в состав которой входили Sierra Entertainment и Blizzard Entertainment. Новая компания получила название Activision Blizzard, а штаб-квартира так и осталась в Калифорнии. Бобби Котик из Activision был назначен в качестве нового президента и CEO компании, председателем стал Рене Пениссон из Vivendi. Европейская комиссия разрешила слияние в апреле 2008, утверждая, что не было никаких антимонопольных вопросов к данной сделке. 8 июля 2008 Activision объявила, что акционеры договорились о слиянии, на следующий день сделка была закрыта. Сумма сделки составила $18,9 млрд долларов США.
Vivendi получила контрольный пакет акций компании в 52 %.

### Новые серии и рекорды продаж (2009—2012)
В начале 2010 года ставшая независимой студия Bungie подписала десятилетний контракт на издание игр студии через издательства Activision Blizzard. К концу 2010 года Activision Blizzard стала крупнейшим издателем компьютерных игр в мире. В 2011 году Call of Duty: Modern Warfare 3 в первые 24 часа принесла прибыль только в США и Великобритании в размере 400 млн долларов, став крупнейшим релизом игры за всю историю игровой индустрии, в третий раз подряд установив рекорд продаж среди игр серии (в 2010 году Call of Duty: Black Ops в первый день заработала 360 млн долларов, а в 2009 году Call of Duty: Modern Warfare 2 принесла 310 млн долларов).
В 2011 году стартовала франшиза Skylanders, что привело к тому, что пресса приписала компании заслугу в изобретении и популяризации новой категории «Ожившие игрушки». Первый выпуск Skylanders: Spyro’s Adventure был номинирован на две награды Toy Industry Association в 2011 году: «Игра года» и «Инновационная игрушка года». Skylanders: Spyro’s Adventure и её продолжения были выпущены для основных консолей и ПК, а многие игры были выпущены и на мобильных устройствах.

### Отделение от Vivendi и рост (2013—2014)
25 июля 2013 года компания Activision Blizzard объявила о покупке 429 миллионов акций у владельца Vivendi за 5,83 миллиарда долларов, в результате чего доля акционера снизилась с 63 % до 11,8 % к концу сделки в сентябре. По завершении сделки Vivendi перестала быть материнской компанией Activision Blizzard, и Activision Blizzard стала независимой компанией, поскольку большинство акций перешло в собственность общественности. Бобби Котик и Брайан Келли сохранили за собой 24,4 % акций компании. Кроме того, Котик остался президентом и генеральным директором, а Брайан Келли занял пост председателя совета директоров. 12 октября 2013 года, вскоре после одобрения Верховного суда штата Делавэр, компания завершила выкуп акций в соответствии с первоначальным планом. Vivendi продала половину оставшейся доли 22 мая 2014 года, сократив свое владение до 5,8 % и полностью вышла из компании два года спустя.
5 ноября 2013 года компания выпустила игру Call of Duty: Ghosts, сценарий которой написал Стивен Гейган. В первый день релиза игра была продана в розницу на 1 миллиард долларов. Activision Blizzard выпустила новую игру Destiny 9 сентября 2014 года. В первый день выхода игры её розничные продажи составили более 500 миллионов долларов США, что стало рекордом для первого дня запуска новой игровой франшизы. В 2014 году Activision Blizzard была пятой крупнейшей игровой компанией по объёму выручки в мире, с общей суммой активов 14,746 млрд долларов США и общим капиталом, оцениваемым в 7,513 млрд долларов США.

### S&P 500 и новые подразделения (2015—2021)
Activision Blizzard вошла в фондовый индекс S&P 500 28 августа 2015 года, став одной из всего двух компаний в списке, связанных с играми, наряду с Electronic Arts. В сентябре 2015 года компания выпустила следующую итерацию франшизы Skylanders, которая добавила транспортные средства в категорию «Ожившие игрушки». 15 сентября 2015 года Activision и Bungie выпустили Destiny: The Taken King, продолжение саги Destiny. Два дня спустя компания Sony объявила, что игра побила рекорд самой скачиваемой в истории PlayStation как по общему числу игроков, так и по пиковому сетевому соединению в день старта.
Activision Blizzard приобрела компанию социальных игр King, создателя казуальной игры Candy Crush Saga, за 5,9 миллиарда долларов в ноябре 2015 года.
В июне 2017 года Activision Blizzard вошла в список Fortune 500, став третьей игровой компанией в истории, попавшей в этот список вслед за Atari и Electronic Arts.
В своем обращении к акционерам по поводу прибыли за 2018 финансовый год в феврале 2019 года Котик заявил, что, несмотря на то, что компания показала рекордный доход за год, она уволит около 775 сотрудников (около 8 % от всего числа) в подразделениях Activision Blizzard, не относящихся к руководству, «изменит приоритеты инициатив, которые не оправдывают ожиданий, и сократит некоторые расходы, не связанные с разработкой, и административные расходы по всему бизнесу». Котик заявил, что они планируют направить больше ресурсов на команды разработчиков и сфокусироваться на киберспорте, сервисах Battle.net и основных играх издательства, которые включают Candy Crush, Call of Duty, Overwatch, Warcraft, Diablo и Hearthstone. До этого Activision Blizzard и Bungie расторгли сделку на издательство игр студии, так как текущий проект — Destiny 2 — не приносит Activision ожидаемых доходов. При этом Bungie сохранила все права на Destiny. Эта сделка позволила Activision Blizzard отразить в отчетности за 2018 финансовый год 164 миллиона долларов США.
В апреле 2021 года Фернандо Мачадо, бывший руководитель бразильского Burger King, присоединился к компании в качестве директора по маркетингу (CMO). В апреле 2021 года компания также объявила, что Котик останется генеральным директором до апреля 2023 года, при этом Котик согласился сократить свою зарплату на 50 %, что составляет $875 000. Котик по-прежнему будет иметь право на получение ежегодных премий, и хотя он согласился сократить свою премию на 50 %, он потенциально может заработать до 200 % от своей базовой зарплаты в зависимости от результатов деятельности компании.
Начиная с августа 2021 года, компания стала объектом судебных разбирательств со стороны Калифорнийского департамента справедливого трудоустройства и жилья и Комиссии США по равным возможностям трудоустройства в связи с вопросами поведения и дискриминации на рабочем месте. Компания уволила несколько человек, которые, как выяснилось, были в центре этих жалоб, и заявила, что будет продолжать совершенствовать обучение и надзор в компании. Сам Котик в октябре 2021 года заявил, что просит совет директоров сократить его зарплату до минимума, предусмотренного законодательством Калифорнии, и лишить его всех премий до тех пор, пока не будут урегулированы вопросы, связанные с судебными исками.

### Приобретение компанией Microsoft (2022—2023)
18 января 2022 года Microsoft объявила о планах покупки Activision Blizzard за 68,7 млрд долларов и сообщила, что «как можно больше игр» этой студии войдут в каталог Xbox Game Pass в тот момент, когда сделка будет завершена. Это крупнейшая сделка в истории игровой индустрии, и крупнейшее приобретение в истории Microsoft.
Приобретение произошло на фоне скандалов вокруг подразделения Blizzard, судебного иска от Департамента справедливого найма и жилья Калифорнии и призывов об отставке CEO Бобби Котика, якобы покрывавшего обвинения о сексуальных домогательствах. Согласно заявлениям компаний, Бобби Котик сохранит свой пост в Activision Blizzard, а компания сохранит свой независимый статус вплоть до завершения сделки до конца 2023 финансового года.
В декабре 2022 года Федеральная торговая комиссия (FTC) США подала иск с требованием заблокировать сделку между Microsoft и Activision Blizzard. По мнению регулятора, Microsoft пытается «сдерживать конкуренцию». Вслед за FTC геймеры подали иск против Microsoft для остановки поглощения Activision Blizzard. Они утверждают, что сделка позволит Microsoft подавить конкуренцию на рынке видеоигр. Microsoft отвергла все обвинения, заявив, что не собирается распространять новые игры Activision Blizzard исключительно через свои сервисы и не планирует удалять игры из других магазинов.
13 октября 2023 года британское Управление по конкуренции и рынкам (CMA) одобрило покупку компанией Microsoft издательства Activision Blizzard. Сделка была закрыта в тот же день.
В 2024 году в игровом подразделения Microsoft прошли волны сокращений, суммарно было уволено более 2,5 тыс. сотрудников. Фил Спенсер назвал одной из причин сокращений интеграцию Activision Blizzard.

## Акционеры
| Название акционера                | Количество акций, шт | Доля в акционерном капитале, % | Стоимость акций, $ |
| --------------------------------- | -------------------- | ------------------------------ | ------------------ |
| The Vanguard Group, Inc.          | 60 472 825           | 7,82                           | 4 589 887 417      |
| FMR, LLC                          | 56 412 848           | 7,30                           | 4 281 735 163      |
| Blackrock Inc.                    | 54 133 188           | 7,00                           | 4 108 708 969      |
| Capital International Investors   | 45 322 139           | 5,86                           | 3 439 950 350      |
| Capital World Investors           | 38 060 002           | 4,92                           | 2 888 754 151      |
| State Street Corporation          | 34 140 631           | 4,42                           | 2 591 273 892      |
| Geode Capital Management, LLC     | 11 783 266           | 1,52                           | 894 349 889        |
| Invesco Ltd.                      | 11 507 426           | 1,49                           | 873 413 633        |
| Capital Research Global Investors | 10 432 432           | 1,35                           | 791 821 588        |
| Ameriprise Financial, Inc.        | 10 184 946           | 1,32                           | 773 037 401        |

На 29 июня 2020 года доля институциональных инвесторов в акционерном капитале Activision Blizzard составляет 91,14 %.